# Налоговая инспекция Российской Федерации

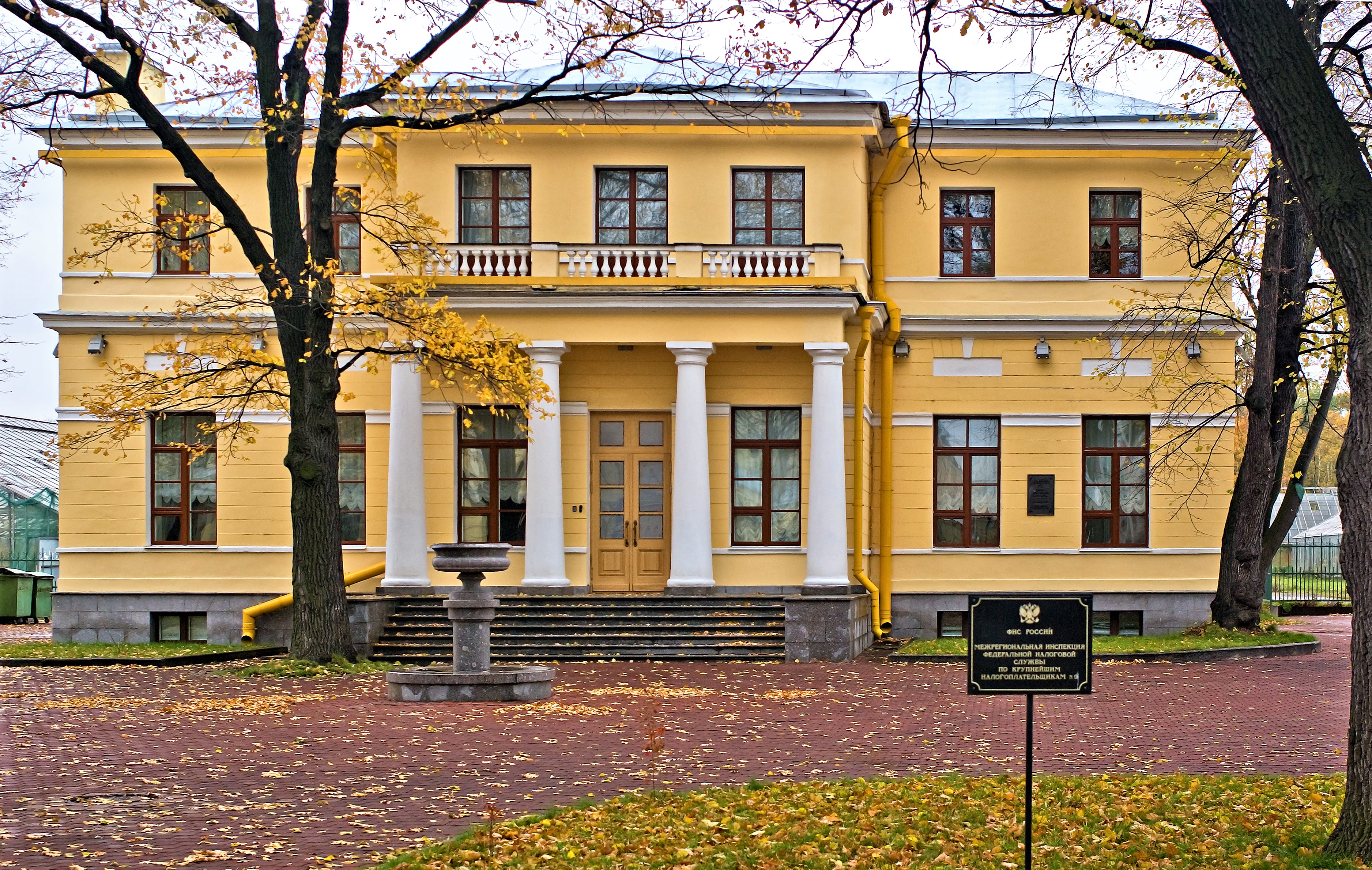
Здание Межрегиональной инспекции федеральной налоговой службы по крупнейшим налогоплательщикам № 9, ФНС России; город Санкт-Петербург, улица Потёмкинская, дом № 2.

Инспе́кция федера́льной нало́говой слу́жбы — это территориальный орган федерального органа исполнительной власти межрайонного, городского (районного) уровня, подотчётный Федеральной налоговой службе Российской Федерации, осуществляющий контроль за соблюдением законодательства о налогах и сборах, а также правильностью исчисления, полнотой и своевременностью внесения налоговых платежей, сборов, а в случаях, установленных законом — и иных платежей в соответствующий бюджет.
При государственной регистрации юридических лиц инспекция ФНС играет роль регистрирующего органа и контролирует данные, предоставляемые регистрантами. Особенно тщательно инспекция ФНС проверяет информацию относительно юридического адреса регистрируемой организации. Если регистрант предоставляет недостоверные сведения или предоставляет их, нарушая установленный Регламентом ФНС порядок, инспекция ФНС имеет право такому регистранту в государственной регистрации отказать или проводит организованную выездную проверку с целью выявления несоответствия представленных сведений действительности.

## Структура налоговых органов в Российской Федерации
Федеральная налоговая служба (ФНС) — правопреемник Министерства Российской Федерации по налогам и сборам. В настоящее время ФНС находится в ведении Министерства финансов Российской Федерации (Минфин России).
Структура ФНС:
- Межрегиональные инспекции ФНС России по федеральным округам (Центральный, Приволжский, Южный, Сибирский, Дальневосточный, Северо-Западный и Уральский);
- Межрегиональная инспекция ФНС России по централизованной обработке данных (МИ ФНС России по ЦОД)):
  - Межрегиональная инспекция ФНС России по централизованной обработке данных
  - Межрегиональная инспекция ФНС России по централизованной обработке данных № 2
- Межрегиональная инспекция ФНС России по ценообразованию для целей налогообложения
- Межрегиональная инспекция ФНС России по камеральному контролю
- Межрегиональная инспекция Федеральной налоговой службы по управлению долгом
- Межрегиональная инспекция Федеральной налоговой службы по контролю и надзору за налогоплательщиками в сфере бюджетного финансирования
- Межрегиональные инспекции по крупнейшим налогоплательщикам (МИ ФНС России по КН):
  - Межрегиональная инспекция Федеральной налоговой службы по крупнейшим налогоплательщикам № 1 (осуществляет налоговое администрирование крупнейших налогоплательщиков, отнесенных к транснациональным компаниям (доля участия иностранных лиц (иностранного лица) в уставном капитале организации прямо или косвенно превышает 50 процентов, и (или) контролирующим лицом такой организации не являются резиденты Российской Федерации));
  - МИ ФНС России по КН № 2 (администрирует газодобывающие предприятия);
  - МИ ФНС России по КН № 3 (администрирует плательщиков акцизов);
  - МИ ФНС России по КН № 4 (администрирует энергетические предприятия);
  - МИ ФНС России по КН № 5 (администрирует металлургические предприятия);
  - МИ ФНС России по КН № 6 (администрирует транспортные предприятия);
  - МИ ФНС России по КН № 7 (администрирует телекоммуникационные предприятия);
  - МИ ФНС России по КН № 8 (администрирует машиностроительные предприятия);
  - МИ ФНС России по КН № 9 (администрирует банки);
  - МИ ФНС России по КН № 10 (осуществляет налоговое администрирование крупнейших налогоплательщиков - физических лиц).